# Rudolf Lukeš (chemik)

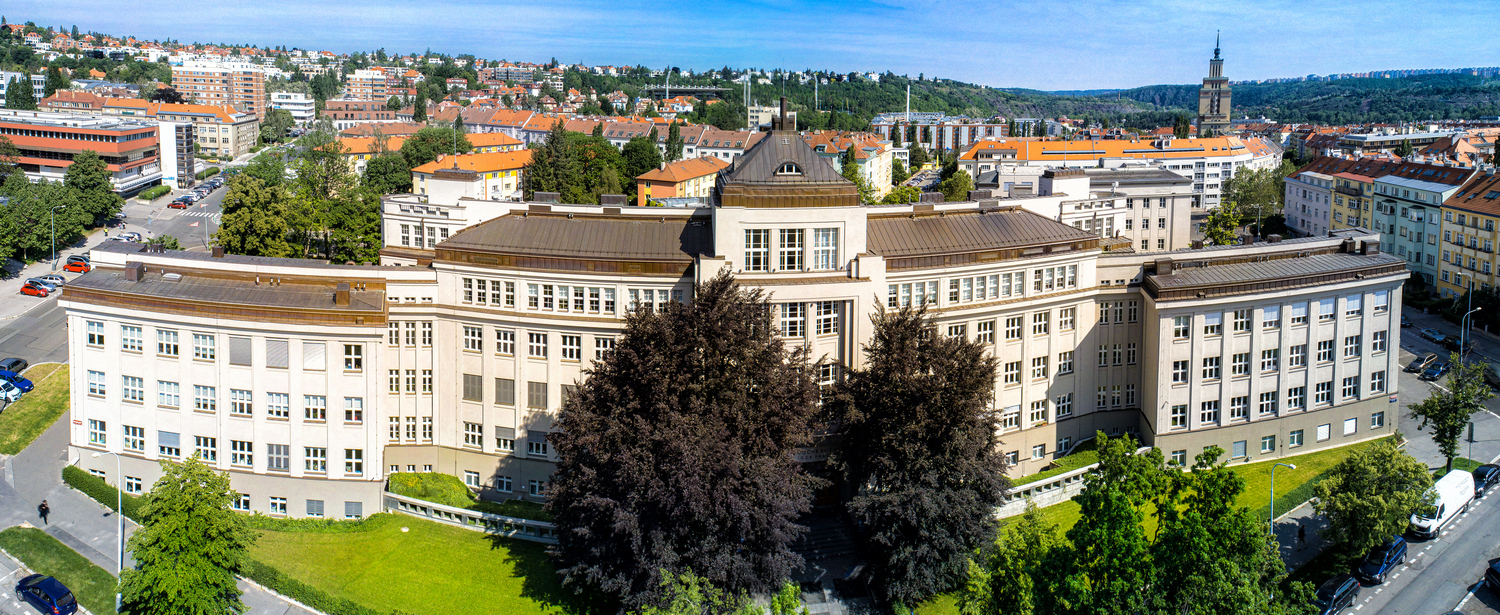
Ústav organické chemie a biochemie Akademie věd v Praze-Dejvicích

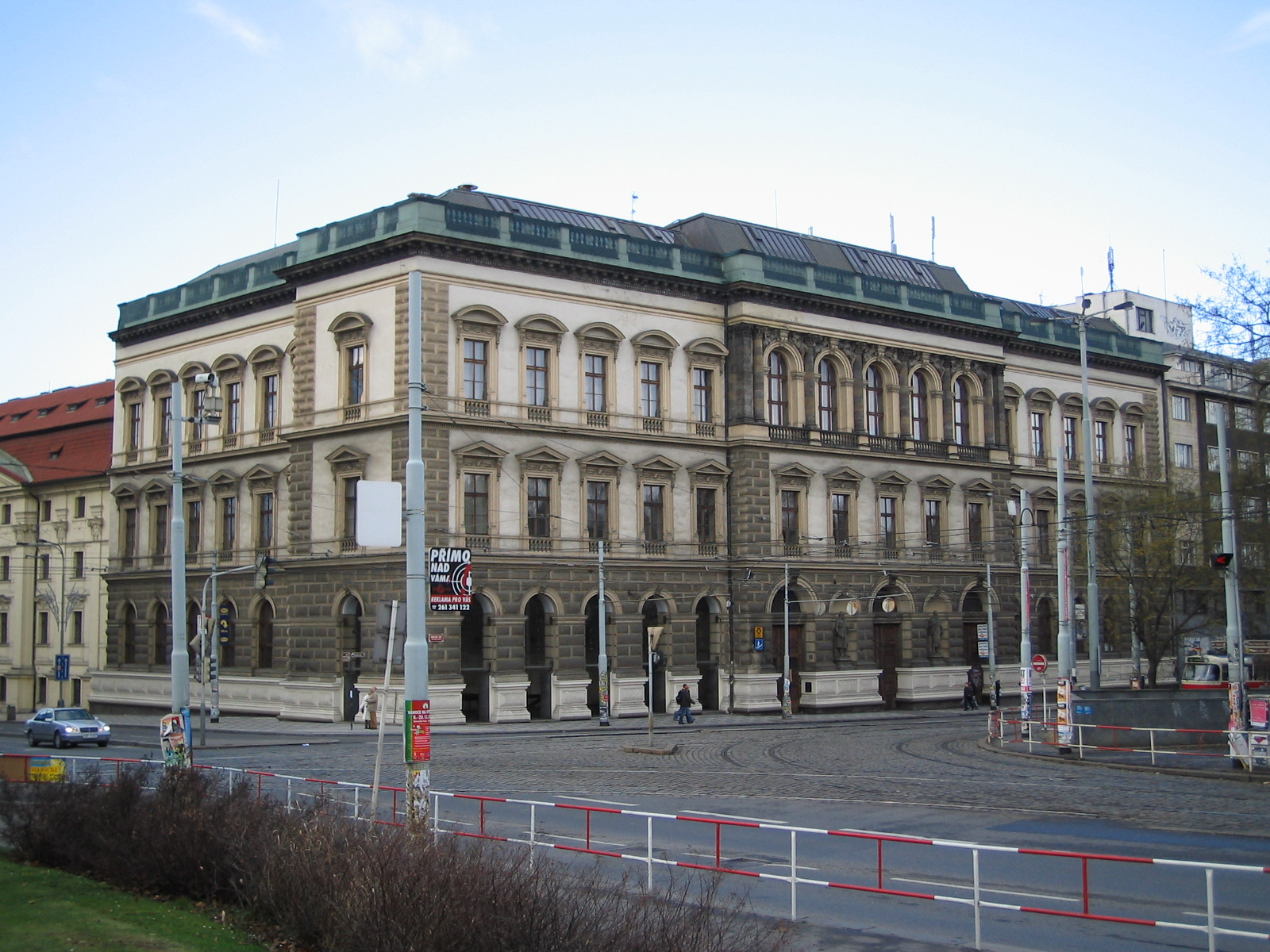
ČVUT v Praze na Karlově náměstí

Rudolf Lukeš (13. dubna 1897 Kralupy nad Vltavou – 17. října 1960 Praha) byl český chemik a výzkumník. Je považován za zakladatele české syntetické organické chemie. Od konce druhé světové války až do své smrti pracoval v Ústavu organické chemie a biochemie Akademie věd v Praze-Dejvicích a přednášel na Českém vysokém učení technickém (ČVUT). V roce 1937 byl jmenován mimořádným členem Královské české společnosti nauk. Byl dlouholetým předsedou Československé společnosti chemické, předsedou Nomenklaturní komise pro organickou chemii a předsedou ediční komise chemické sekce ČSAV.
Věnoval se výzkumu organických látek, především alkaloidům a dalším heterocyklickým sloučeninám (například pyridin a furan). Studoval reakce Grignardova činidla s aminy a v roce 1935 pomocí těchto reakcí připravil první syntetický alkaloid a experimentálně ověřil vznik alkaloidů z aminokyselin.
Byl vynikajícím pedagogem, který přednášel vždy zpaměti. Ve svých přednáškách a učebnicích organické chemie se věnoval alifatickým, alicyklickým a aromatickým sloučeninám. Organickou chemii vyučoval již před druhou světovou válkou a v roce 1946 byl jmenován jedním z prvních profesorů organické chemie.
Byl žákem Emila Votočky a naopak mezi jeho nejlepší žáky patřil chorvatský chemik Vladimir Prelog, který se stal v roce 1975 spolu s Johnem W. Cornforthem laureátem Nobelovy ceny za chemii.

## Vzdělání
Rudolf Lukeš se narodil 13. dubna 1897 v Kralupech nad Vltavou, kde jeho otec provozoval obchod s koloniálním zbožím. Roku 1906 se Lukešovi s Rudolfem a jeho starším bratrem Janem přestěhovali do Prahy. Zatímco Jan studoval na lékařské fakultě, Rudolf nastoupil na Karlínskou reálku. Byl nadaný na přírodní vědy a věnoval se studiu chemie a pokusům.
Po maturitě s vyznamenáním v roce 1914 se zapsal na technickou chemii Vysokého učení technického v Praze. Ve třetím semestru byl povolán do vojenské služby a odeslán na italskou frontu, kde se zdokonalil v italštině a ve volných chvílích studoval organickou chemii. Po válce pokračoval ve studiu a dokončil jej roku 1922 státní zkouškou s vyznamenáním. Již ve třetím ročníku studia pracoval v laboratoři Emila Votočka (1872–1950) a pod jeho vedením vypracoval doktorskou disertaci Studie o bromsubstituovaných aromatických hydrazinech. Po odchodu Emila Votočka do důchodu až do uzavření vysokých škol nacisty v roce 1939 přednášel organickou chemii.
V roce 1933 byl Lukeš jmenován docentem Přírodovědecké fakulty Univerzity Karlovy. Jeden semestr působil v Curychu u švýcarského laureáta Nobelovy ceny českého původu Lavoslava Ruzicky, kde se zabýval chemií uhlovodíků, především diterpenů.

## Kariéra
Po uzavření vysokých škol během německé okupace pracoval Lukeš ve Spolku pro chemickou a hutní výrobu v Praze ve Vysočanech a současně připravoval učebnici organické chemie, kterou spolu s Emilem Votočkem vydali po válce.
Po skončení války pracoval v Ústavu organické chemie a biochemie Akademie věd a intenzívně se začal věnovat výzkumné i pedagogické činnosti. Pod jeho vedením pokračovaly přerušené studie Grignardových reakcích s amidy, redukce kvartérních pyridiniových solí pomocí kyseliny mravenčí i výzkum furanu.
V roce 1946 získal titul řádného profesora a v roce 1952 byl jmenován akademikem. Roku 1952 bylo pro něj zřízeno specializované pracoviště Laboratoř heterocyklických sloučenin Ústavu organické chemie a biochemie Akademie věd. Zde začal rozvíjet chemii monosacharidů a především alkaloidů.
V roce 1958 zasáhly do života vysokých škol a akademie politické prověrky, které způsobily odchod řady výzkumníků a pedagogů. Lukešova pracoviště byla velmi postižena odchodem šesti pedagogů z katedry ČVUT a dvou pracovníků z Laboratoře heterocyklických sloučenin. Lukeš to odnesl zdravotními následky, přesto stále přednášel a dál vedl vědeckou činnost obou svých pracovišť.
Jako pedagog byl Lukeš velmi populární a jeho přednášky na ČVUT byly velmi navštěvované. Pro výuku a přípravu ke zkouškám sepsal své přednášky do skript, kterých vyšlo celkem šest dílů. V posledním dílu byla chemii alkaloidů popsána inovativním způsobem na základě jejich biogeneze z aminokyselin. Se svými spolupracovníky připravoval podrobnou třídílnou učebnici organické chemie, ale podařilo se mu vydat pouze dva svazky. Tato učebnice splňovala vysoké vědecké požadavky, neboť všechny faktické údaje byly ověřeny v literatuře a opatřeny odkazy.

## Výzkum
Rudolf Lukeš studoval reakce Grignardova činidla s laktamy a cyklickými imidy, které vedou ke ketokyselinám a heterocyklickým enaminům. V roce 1935 byl pomocí těchto reakcí připraven první syntetický alkaloid u nás N-methylkoniin a experimentálně ověřena biogeneze alkaloidů z aminokyselin. Jeho výzkum byl přerušen válkou, ale pokračoval v něm v padesátých letech v Laboratoři heterocyklických sloučenin ČSAV.
Zabýval se i dalšími heterocyklickými sloučeninami (například pyridin a furan), monosacharidy a hlavně alkaloidy. Studoval konfigurace sedaminu, halostachinu, hygrinu a hygrolinu. Věnoval se i chemii adamantanu, který objevil jeho kolega Stanislav Landa v roce 1932. Domníval se, že by mohl existovat podobný tricyklický systém s úplným uhlíkatým skeletem C10H16. Na základě této úvahy navrhl Landovi strukturu jím objeveného adamantanu. Dále se pak věnoval azaadamantanům a se spolupracovníky provedl syntézy monoazaadamantanu a triazaadamantanu.
Měl mimořádné nadání pro experimenty a aparatury. Všechny aparatury, které navrhoval a používal, musely vyhovovat nejen funkčně, ale i esteticky. Byl velmi precizní a na jeho pracovištích bylo pravidlem každou novou reakci opakovat, dokud nebylo jisté, že je kdykoliv reprodukovatelná. Měl fenomenální paměť na chemikálie a pamatoval si původ, vzhled i umístění většiny chemikálií v laboratoři a skladu. Velmi podporoval své kolegy, aby se věnovali popisu svých prací a pedagogické činnosti. Vzniklo tak více než deset titulů zabývajících se organickou chemií.